# Congreso del Estado de Quintana Roo
El Congreso del Estado de Quintana Roo es el órgano depositario del poder legislativo del Estado Mexicano Libre y Soberano de Quintana Roo; se integra por un total de 25 diputados, siendo 15 electos por mayoría relativa en cada uno de los 15 distritos electorales uninominales en los que se divide el estado, y 10 son electos por el principio de representación proporcional mediante un sistema de listas registradas por los partidos políticos.
El Congreso de Quintana Roo se originó con la creación del estado el 8 de octubre de 1974, siendo el primer congreso electo el 10 de noviembre de 1974 con carácter de constituyente y entrando en funciones el día 25 del mismo año, posteriormente fue elegida la I Legislatura; actualmente se encuentra en ejercicio la XVIII Legislatura.

## Historia
Mediante Decreto por el cual se reformó el artículo 43 de la Constitución Política de los Estados Unidos Mexicanos, expedido por el H. Congreso de la Unión y publicado en el Diario Oficial de la Federación el 8 de octubre de 1974, Quintana Roo fue creado como Estado integrante de la Federación, con la extensión y límites que comprendía el entonces Territorio de Quintana Roo. En los preceptos transitorios del mismo Decreto, se estableció que la Legislatura Constituyente se integrará con siete Diputados Propietarios y sus respectivos suplentes, debiendo quedar instalada el 25 de noviembre de 1974.
En cumplimiento a estos mandatos constitucionales, a las 11:35 horas del 25 de noviembre de 1974, celebrando su primera sesión ordinaria en el auditorio del edificio del entonces C.R.E.A. - actualmente "Teatro Constituyentes de 1974", quedó legítimamente constituida la Legislatura Constituyente del Estado Libre y Soberano de Quintana Roo, la cual se integró con los siguientes ciudadanos:
| Distrito | Cabecera               | Diputado                                 | Partido | Cargo          |
| -------- | ---------------------- | ---------------------------------------- | ------- | -------------- |
| I        | Chetumal               | Lic. Mario Bernardo Ramírez Canul        |         |                |
| II       | Chetumal               | Arq. Alberto Eduardo Villanueva Sansores |         |                |
| III      | Bacalar                | Prof. Abraham Martínez Ross              |         | Secretario     |
| IV       | José María Morelos     | C. José Cirilo Flota Valdez              |         |                |
| V        | Felipe Carrillo Puerto | Lic. Sebastián Estrella Pool             |         |                |
| VI       | Cozumel                | Lic. Pedro Joaquín Coldwell              |         | Presidente     |
| VII      | Isla Mujeres           | Q.F.B. Gilberto Pastrana Novelo          |         | Vicepresidente |

De esta manera, inició sus actividades legislativas el Constituyente de 1974, redactando la Constitución Política del Estado Libre y Soberano de Quintana Roo, vigente a partir del día 12 de enero de 1975, en la cual quedó plasmado el sustento legal que rige la vida del pueblo quintanarroense, estableciéndose, asimismo, las bases para la elección del gobernador constitucional, ayuntamientos y diputados locales. En el edificio que albergó al Congreso Constituyente hasta la Primera Legislatura, fue en aquel entonces el del C. R. E. A., después el Teatro del FONAPAS, hoy el Teatro "Constituyentes del 74", en el Instituto Quintanarroense de la Juventud y el Deporte, es a partir del mes de enero de 1980, que el Recinto Oficial se trasladó al actual Palacio del Poder Legislativo, ubicado en el predio número 121 del Bulevar Bahía, en la ciudad de Chetumal, frontera natural con el vecino país de Belice, C. A.; el edificio es de arquitectura moderna semejante a un glifo de caracol, distintivo del Estado. Actualmente, se encuentra en ejercicio de sus funciones constitucionales la H. XVI Legislatura integrada con veinticinco Diputados, de los cuales quince fueron elegidos según el principio de mayoría relativa y diez por el principio de representación proporcional.

## Personajes ilustres
Gonzalo Guerrero. Español sobreviviente junto con Jerónimo de Aguilar de una expedición a mando de Pedro de Valdivia que naufragó. Fueron rescatados y esclavizados por los nativos del cacicazgo de Xaman Ha'. Guerrero fue regalado al cacique de Chactemal, en donde se casó con una de sus hijas con quien tuvo tres hijos, creándose el primer mestizaje en el actual México. Apoyó a los mayas en la guerra contra los españoles.
Cecilio Chi. El 30 de julio inició en Tepich la rebelión maya contra los españoles y mestizos conocida como Guerra de Castas. Murió asesinado.
Jacinto Pat. Fue un líder de la Guerra de Castas. Firmó los tratados de Tzucacab con el gobierno de Yucatán, lo que le valió la enemistad de Cecilio Chi.
Javier Rojo Gómez. Nació en Hidalgo. Fue nombrado en 1967 Gobernador de Quintana Roo, inició la modernización y el desarrollo económico del Estado fortaleciendo la infraestructura y la formación de cuadros políticos locales. Murió el 1º. de enero de 1971 en México, D.F.
Othón P. Blanco. Almirante de la Armada de México. Nacido en Tamaulipas. Fundador de Payo Obispo, hoy Chetumal, el 5 de mayo de 1898. Participó en la pacificación de los mayas.
Francisco May Pech. (1884-1969). Nacido en Yodzonot, Quintana Roo, fue General maya y General del Ejército Federal reconocido por Venustiano Carranza. Organizó a la región sur y centro para la comercialización de los recursos como el chicle y la madera. Murió en Felipe Carrillo Puerto.

## Condecoraciones otorgadas por el Congreso de Quintana Roo

### Medalla "Cecilio Chi" al Mérito Indígena
Como una forma de reconocer la labor y el esfuerzo de los ciudadanos y agrupaciones ciudadanas, que con sus iniciativas y acciones de origen social, contribuyen a fomentar la conservación y protección de la cultura maya. Iniciativa fue presentada XII Legisladura, y se entrega cada tres años el 30 de julio Día Estatal de la Etnia Maya.
| Año  | Otorgada a                                     | Recibe                           | Legislatura | Presidente de la Gran Comisión | Gobernador                |
| ---- | ---------------------------------------------- | -------------------------------- | ----------- | ------------------------------ | ------------------------- |
| 2010 | Asociación Civil Expomaya A.C.                 | Maestro Marcelino Jiménez Santos | XII         | Dip. Luis González Flores      | Lic. Félix González Canto |
| 2013 | Universidad Intercultural Maya de Quintana Roo | Rector Dr. Francisco Rosado May  | XIV         | Dip. José Luis Toledo Medina   | Lic. Roberto Borge Angulo |

### Medalla “Elio Carmichael” al Mérito Cultural y Artístico
El 18 de febrero de 2014 en Sesión Ordinaria número 3 de la XIV Legislatura aprobó se entregue cada tres años la medalla “Elio Carmichael” al Mérito Cultural y Artístico para reconocer a aquellas personas físicas o morales que se distingan por sus acciones en el ámbito de la cultura y las artes. Esta medalla será entregada cada tres años por en Poder Legislativo del Estado.

## Facultades
- Legislar en su orden interno en todo cuanto no esté reservado por la Constitución General de la República a los funcionarios federales.
- Expedir Leyes reglamentarias y ejercer las facultades explícitas otorgadas en la Constitución Política de los Estados Unidos Mexicanos principalmente en materia educativa de conformidad con la Ley General de Educación.
- Iniciar Leyes y decretos ante el Congreso de la Unión.
- Expedir su Ley Orgánica y su Reglamento Interior, así como la Ley del Órgano Superior de Fiscalización del Estado y su Reglamento Interior.

La Legislatura del Estado coordinará y evaluará, a través de la Comisión de Hacienda, Presupuesto y Cuenta, sin perjuicio de su autonomía técnica y de gestión, el desempeño de las funciones del Órgano Superior de Fiscalización del Estado, en los términos que disponga la Ley.
- Expedir el Bando Solemne para dar a conocer en todo el Estado la Declaratoria de Gobernador Electo, una vez que esta se dé por parte de la autoridad correspondiente.
- Legislar sobre la protección, conservación y restauración del patrimonio histórico, cultural y artístico del Estado.
- Convocar a elecciones extraordinarias para Gobernador, en caso de falta absoluta de este ocurrida dentro de los primeros dos años del período constitucional, conforme al Artículo 83 de esta Constitución.
- Convocar a elecciones extraordinarias de Diputados y Ayuntamientos, los cuales deberán entrar en funciones en un plazo no mayor a seis meses a partir de la fecha en que se produzca la vacante.
- Erigirse en Colegio Electoral para elegir Gobernador sustituto para que concluya el período constitucional, en caso de falta absoluta de este ocurrida dentro de los cuatro últimos años de dicho período, de conformidad al Artículo 83 de esta Constitución.
- Conceder a los diputados y magistrados del Tribunal Superior de Justicia, licencia temporal para separarse de sus cargos.
- Decidir sobre las solicitudes de renuncia que formulen los diputados y Gobernador del Estado para separarse definitivamente de sus cargos.
- Designar mediante el procedimiento previsto en esta Constitución y en las Leyes respectivas, al Consejero Presidente, a los Consejeros Electorales del Consejo General del Instituto Electoral de Quintana Roo, así como a los Magistrados del Tribunal Electoral de Quintana Roo y tomarles la protesta de Ley.
- Cambiar la sede de los poderes del Estado.
- Ejercer las facultades que le otorga la Constitución Federal en relación con la Guardia Nacional.
- Determinar las características y el uso del escudo estatal.
- Solicitar la comparecencia de servidores públicos para que informen, cuando se discuta o estudie un negocio relativo a su dependencia.
- Erigirse en Gran Jurado para calificar las causas de responsabilidad de sus miembros por delitos cometidos en el desempeño de sus funciones.
- Declarar si ha lugar o no a formación de causa de que habla el Artículo 162 de esta Constitución.
- Elegir la Diputación Permanente.
- Designar a los Magistrados del Tribunal Superior de Justicia del Estado y aprobar o rechazar, en su caso, las renuncias o destituciones de estos, en los términos de esta Constitución.
- Legislar en todo lo relativo a la administración pública, planeación y desarrollo económico y social, así como para la programación y ejecución de acciones de orden económico, en la esfera de la competencia estatal y otras cuya finalidad sea la producción suficiente y oportuna de bienes y servicios, social y estatalmente necesarios.
- Autorizar la participación del Ejecutivo en comisiones interestatales de desarrollo regional.
- Ratificar o rechazar los convenios que celebren el Ejecutivo con el Gobierno Federal.
- Otorgar reconocimiento a los ciudadanos que hayan prestado eminentes servicios a la Entidad o a la humanidad.
- Autorizar al Ejecutivo y a los Ayuntamientos para contratar empréstitos a nombre del Estado y de los Municipios, organismos descentralizados y empresas de participación estatal y municipal, siempre que se destinen a inversiones públicas productivas, conforme a las bases que establezca la Ley de Deuda Pública del Estado y por los conceptos y montos que la Legislatura señale anualmente en los respectivos Presupuestos. El Ejecutivo y los Ayuntamientos en su caso, informarán de su ejercicio al rendir la cuenta pública.
- Legislar acerca de la administración, conservación y enajenación de los bienes del Estado.
- Aprobar o rechazar las concesiones otorgadas por el Ejecutivo.
- Nombrar y remover, conforme al procedimiento previsto en esta Constitución o en la Ley correspondiente, a los Titulares de las dependencias del Poder Legislativo, así como al Titular del Órgano Superior de Fiscalización del Estado.
- Examinar y aprobar, en su caso, la cuenta pública del Gobierno del Estado, correspondiente al año anterior, que será presentada a más tardar en los 10 días siguientes a la apertura del primer período ordinario de sesiones.

Para la revisión de la cuenta pública, la Legislatura se apoyará en el Órgano Superior de Fiscalización del Estado.
- Aprobar las Leyes de Ingresos Municipal y Estatal y el Presupuesto de Egresos del Estado, determinando en cada caso, las partidas correspondientes para cubrirlas.
- Crear y suprimir empleos públicos y fijar sus emolumentos.
- Facultar al Ejecutivo a tomar medidas de emergencia en caso de calamidad y desastre.
- Decretar las Leyes de hacienda de los Municipios, así como revisar y fiscalizar sus cuentas públicas.
- Decretar la Ley de los Municipios del Estado de Quintana Roo.
- Crear o suprimir Municipios y reformar la división política del Estado, mediante el voto de las dos terceras partes de la totalidad de los diputados y la mayoría de los Ayuntamientos en los términos del Artículo 129 de esta Constitución.
- Resolver los conflictos que surjan entre los Ayuntamientos entre sí y entre estos y el Ejecutivo Estatal, salvo cuando tengan carácter contencioso.
- Definir los límites de los Municipios en caso de duda surgida entre ellos, salvo cuando tengan carácter contencioso.
- Decidir sobre la desaparición de poderes municipales, solo en casos de causa grave, calificada por la Legislatura mediante el voto de las dos terceras partes de la totalidad de los diputados siempre y cuando los miembros del Ayuntamiento hayan tenido oportunidad suficiente para rendir las pruebas y hacer los alegatos que a su juicio convengan.
- Designar por el voto de las dos terceras partes de los integrantes de la Legislatura, a los miembros de los Concejos Municipales, en los casos previstos por esta Constitución y por la Ley de los Municipios.
- Expedir la Ley de Expropiación por causa de utilidad pública.
- Expedir Leyes para fijar la extensión máxima de la propiedad rural, en los términos del Artículo 27, fracción XVII, de la Constitución General de la República.
- Determinar el patrimonio familiar señalando los bienes que lo integran, sobre la base de su naturaleza inalienable e ingravable.
- Legislar en materia de seguridad social, teniendo como objetivo la permanente superación del nivel de vida de la población, el mejoramiento de su salud y la conservación del medio ambiente.
- Recibir la protesta de Ley y aprobar o rechazar el nombramiento de procurador general de Justicia que otorgue el gobernador del Estado.
- Designar, mediante el procedimiento que la Ley determine, al presidente y a los integrantes del Consejo Consultivo de la Comisión de Derechos Humanos del Estado de Quintana Roo, así como recibirles la protesta de Ley.
- Expedir Leyes encaminadas a combatir el alcoholismo, y
- Expedir todas las Leyes y decretos que sean necesarios para hacer efectivas las facultades anteriores.

## Requisitos para ser diputado
De acuerdo con el artículo 55 de la Constitución Política del Estado Libre y Soberano de Quintana Roo, para ser diputado se requiere:
- Ser ciudadano quintanarroense, en ejercicio de sus derechos políticos, con 6 años de residencia en el Estado.
- Tener 18 años cumplidos el día de la elección.

No pudiendo serlo, de acuerdo con el artículo 56 de la Constitución de Quintana Roo los siguientes:
- El Gobernador en ejercicio, aun cuando se separe definitivamente de su puesto, cualesquiera sea su calidad, el origen y la forma de designación.
- Los secretarios de despacho dependientes del Ejecutivo, el procurador general de Justicia, el titular del Órgano Superior de Fiscalización del Estado, los magistrados del Tribunal Superior de Justicia, los jueces y cualquier otro servidor público que desempeñe cargo público estatal, a menos que se separe definitivamente de su cargo noventa días antes de la fecha de la elección.
- Los presidentes municipales o quienes ocupen cualquier cargo municipal, a menos que se separen del mismo 90 días antes de la elección.
- Los servidores públicos federales que realicen sus funciones en el Estado, a menos que se separen de ellas 90 días antes de la fecha de la elección.
- Los militares en servicio activo y los ciudadanos que tengan mando en los cuerpos de seguridad pública en el distrito electoral respectivo, si no se separan de sus cargos a más tardar 90 días anteriores a la elección.
- Los que sean o hayan sido ministros de cualquier culto religioso a menos que se hayan separado de su ministerio cinco años antes de la fecha de la elección, y
- Los Magistrados del Tribunal Electoral de Quintana Roo, el Consejero Presidente y los Consejeros Electorales, los Secretarios y Funcionarios del Instituto Electoral de Quintana Roo, así como sus similares de los Órganos Electorales Federales, a menos que se separen de su cargo tres años antes de la fecha de la elección.

Los diputados a la Legislatura, podrán ser reelectos hasta por un período inmediato. Los suplentes podrán ser electos para el período inmediato con el carácter de propietarios, así como también los diputados propietarios podrán serlo para el período inmediato con el carácter de suplentes.
Los diputados en ejercicio, no podrán desempeñar ninguna otra comisión o empleo público por el que se disfrute sueldo, sin licencia previa de la Legislatura o de la Diputación Permanente, pero entonces cesarán en su función representativa mientras dure su nuevo cargo. No quedan comprendidas en esta disposición las actividades docentes.

## Periodos de Sesiones
Las nuevas Legislaturas electas se instalan tomando protesta el 3 de septiembre del año de la elección, inmediatamente se lleva a cabo la junta preparatoria en que se definirán las comisiones que los Diputados ostentarán, entre cosas para dar paso al primer periodo ordinario de sesiones del primer año de ejercicio constitucional.
- Primer Periodo Ordinario de Sesiones: del 5 de septiembre al 15 de diciembre de cada año.
- Segundo Periodo Ordinario de Sesiones: del 15 de febrero al 31 de mayo de cada año.

## Diputación Permanente
Durante los recesos fungirá la "Diputación Permanente" que al efecto elija la Legislatura en turno y está conformada por 7 diputados y los puestos son: Diputado Presidente, 1.er. y 2.º. Secretarios y otros 4 diputados que también la integran. De acuerdo con la Ley Orgánica del Poder Legislativo, la Diputación Permanente sesionará una vez por semana y con la asistencia de cuando menos cinco de sus siete integrantes

## Biblioteca Legislativa "Luis de la Hidalga y Enríquez"
La XIII Legislatura dictaminó que reciba el nombre de "Luis de la Hidalga y Enríquez" reconocimiento a su trabajo en el proyecto de la Constitución Política del Estado Libre y Soberano de Quintana Roo. Se encuentra en la ciudad de Chetumal; ofrece sus servicios mediante un acervo especializado en temas Legislativos, Jurídicos y de la Administración Estatal, ya que diariamente los Diputados necesitan información para:
- Preparar una intervención.
- Elaborar un dictamen.
- Intervenir en un debate.
- Su trabajo en comisiones.
- Contribuir al desarrollo de una política de partido.
- Preparar una entrevista.
- Informar a su electorado.

Para atender estas necesidades, la Biblioteca del H. Congreso del Estado de Quintana Roo ofrece los siguientes servicios:
- Préstamo en sala: para el personal del H. Congreso, investigadores y estudiantes de los asuntos Legislativos quienes pueden consultar directamente en la sala de lectura, todos los documentos que están disponibles para tal efecto, siendo el único requisito llenar una boleta de consulta.
- Préstamo Externo: Se otorga a los Legisladores y a sus Asesores de Investigación, los cuales podrán consultar los documentos directamente en sus áreas de trabajo, siendo requisito indispensable identificarse como personal del H. Congreso y firmar la boleta de préstamo correspondiente. La duración del préstamo externo se otorgará hasta por 5 (cinco) días hábiles, considerando el inicio y vencimiento, y hasta por 4 publicaciones a la vez.
- Visitas guiadas: A través de estas podemos conocer los murales del Congreso del Estado y el Recinto Legislativo, se solicitan en la biblioteca de lunes a viernes.
- Consulta automatizada: La Biblioteca ofrece el servicio de discos compactos y minidiscos existentes en el acervo, se puede navegar por Internet únicamente en la página del Congreso, no está permitido el uso de correo electrónico personal, Chat, juegos, así como tampoco la consulta de páginas de diversión.
- Formación de usuarios: servicio que consiste en orientar a los usuarios sobre las actividades, funcionamiento, como utilizar los recursos de la Biblioteca, se realiza a través de Talleres, Visitas Guiadas, Círculos de lectura, Sesiones con Universidades, Preparatorias y Secundarias.
- Campañas de difusión: Como motivación para la consulta de los usuarios, la Biblioteca elabora folletos sobre los materiales de reciente adquisición.

La Biblioteca atiende principalmente a dos tipos de usuarios:
- Internos: Se considera a todo el personal del H. Congreso del Estado, Diputados, personal de apoyo de los diputados, etc.

- Externos: Se considera a todo el público en general del sector académico, de investigación, alumnos de nivel medio-superior, superior, posgrado, etc.

El horario de servicios es de 9:00 a 21:00 de lunes a viernes.
El acervo general de la biblioteca suma actualmente un total de 6289 publicaciones, en las que el usuario podrá encontrar el Diario Oficial de la Federación, el Periódico Oficial del Gobierno del Estado de 1974 a la fecha, la historia legislativa en el Estado de Quintana Roo (decretos de la I-XV Legislatura), los Diarios de debate de las legislaturas, la Colección retrospectiva del Estado, bibliografía editada por la Presidencia de la República, el Instituto de Investigaciones Legislativas del Senado de la República, la Cámara de Diputados, el Instituto Nacional de Estadística, Geografía e Informática, lo anterior en soportes documentales como son: libros, folletos, revistas, discos compactos, minidiscos. etc.

## Dependencias
El personal que labora en el Poder Legislativo, está integrado en las siguientes Dependencias:
- Oficialía Mayor.
- Instituto de Investigaciones Legislativas.
- Dirección de Apoyo Jurídico.
- Dirección de Control del Proceso Legislativo.
- Dirección de Gestoría y Apoyo a la Comunidad.
- Dirección de Comunicación Social y Crónica Legislativa.
- Dirección de Informática Legislativa.
- Dirección de Archivo General y Biblioteca.
- Unidad de Vinculación.

Existe trabajadores con nombramiento de base (sindicalizados), confianza y eventuales. Aproximadamente son un total de 530 personas, los cuales están distribuidos en 4 edificios. El palacio Legislativo situado en Bulevar Bahía, El Edificio de Biblioteca, El Edificio de Vinculación, El Edificio de la calle independencia y el Edificio de la Av. Centenario.
Los niveles para el personal de base son:
- 2600 Especializado A
- 2500 Administrativo Especializado
- 2400 Auxiliar Especializado
- 2300 Auxiliar administrativo
- 2200 Operador de Mantenimiento
- 2100 Asistente Operativo
- 2000 Auxiliar de Mantenimiento

Para los puestos de confianza
- 200 Oficial Mayor
- 300 Director
- 400 Subdirector
- 500 Jefe de Departamento
- 600 Jefe de Unidad
- 700 Profesionista
- 800 Analista Profesional
- 900 Auxiliar Administrativo
- 1000 Operador de Mantenimiento
- 1100 Auxiliar de Mantenimiento

## Parlamento Infantil "Diputado por un día"
De acuerdo al decreto expedido por la XIII legislatura, en Quintana Roo, quedó instaurado el Parlamento Infantil a partir del año 2011, dirigido a estudiantes que están cursando el sexto año de educación primaria en escuelas públicas o privadas del Estado y se distingan por su promedio escolar, desempeño deportivo o por desarrollar actividades en pro de la infancia, en este contexto, la Legislatura del estado correspondiente, expide la convocatoria respectiva en el mes de febrero a fin de que las instituciones involucradas: Instituto Electoral de Quintana Roo, Comisión de los Derechos Humanos, Secretaría de Educación y congreso del estado, conjuntamente, realicen la selección de los niños que participan en el Parlamento Infantil de cada año.
En este tenor en cumplimiento a lo establecido en la respectiva convocatoria, las instituciones se coordinan para dar cumplimiento cada año, durante el mes de abril con la realización de este evento.

## Congreso Juvenil del Estado de Quintana Roo
El Congreso Juvenil del Estado de Quintana Roo, tiene el propósito de brindar a los jóvenes del Estado, un espacio de análisis y expresión en el cual puedan dar a conocer sus propuestas para mejorar el marco normativo estatal, así como promover cualquier otra acción legislativa que consideren necesaria deba realizarse por el Poder Legislativo del Estado.
La Legislatura del Estado, a través de la Comisión de Desarrollo Juvenil con Igualdad de Oportunidades, y en coordinación con las Unidades Administrativas Municipales en materia de Juventud o, en su caso, la autoridad municipal; y el Instituto Electoral de Quintana Roo, tienen la responsabilidad de organizar y llevar a cabo el Congreso Juvenil. 
La Comisión emite la Convocatoria correspondiente un mes y medio antes de la fecha de celebración del Congreso Juvenil, la cual es de conocimiento público (Previamente a la expedición de la Convocatoria, se realizan los trabajos de coordinación con las Unidades Administrativas Municipales en materia de Juventud y el Instituto Electoral de Quintana Roo para la realización del Congreso Juvenil).
Los participantes del Congreso Juvenil, son los jóvenes de 18 a 29 años de edad que cumplen con los requisitos que se estipulan en la convocatoria que emite la Comisión.
La selección de los jóvenes es representativa de cada uno de los Distritos Electorales Locales y cada uno de los Municipios del Estado.
Los participantes de los Distritos Electorales, presentan una propuesta Legislativa ante el Instituto Electoral de Quintana Roo, quien selecciona a los representantes de los diversos distritos del Estado, mientras que los participantes de los Municipios del Estado, presentan una propuesta legislativa ante la Unidad Administrativa Municipal en materia de Juventud o, en su caso, ante la autoridad municipal correspondiente, quien selecciona a sus representantes.
Las propuestas son valoradas por estas autoridades, quienes determinan qué jóvenes fungirán como Propietarios y quiénes como Suplentes e inmediatamente deberán presentarlos ante la Comisión, con sus respectivas propuestas legislativas.
Las propuestas emanadas del Congreso Juvenil, son turnadas a la Legislatura, con la finalidad de presentar el resultado de la labor legislativa, mismas que se incorporan, según sea el caso, al trabajo legislativo del Congreso del Estado.
La conformación de la Mesa Directiva del Congreso Juvenil y el desarrollo de la Sesión correspondiente, se hace en lo conducente en términos de lo dispuesto por la Ley Orgánica del Poder Legislativo del Estado de Quintana Roo y el Reglamento para el Gobierno Interior de la Legislatura del Estado.
Cada uno de los participantes del Congreso Juvenil, obtienen un reconocimiento por parte de la Legislatura, y la distinción de haber formado parte en la vida política del Estado, solamente se puede ser seleccionado como diputado Juvenil una vez, por lo que los participantes de alguna edición, no pueden ser elegidos para las siguientes ediciones.
Se han llevado a cabo 3 Congresos Juveniles desde su instauración por la XIV Legislatura en el año 2014, el primero en el 2014 y el segundo en el 2017, puesto que en los años 2015 y 2016 fueron celebrados procesos electorales en el Estado, ya que la ley de juventud en ese momento señalaba que los años con proceso electoral en el estado, no se celebraría el congreso juvenil, pero con la reforma del 2018 en materia de juventud, el congreso juvenil se tiene que celebrar obligatoriamente cada año, de modo que el tercer Congreso Juvenil del Estado de Quintana Roo se llevó a cabo en el año 2018, el cuarto en el 2019 y así sucesivamente.

## Legislaturas
| Legislatura   | Periodo   |
| ------------- | --------- |
| Constituyente | 1974-1975 |
| I             | 1975-1978 |
| II            | 1978-1981 |
| III           | 1981-1984 |
| IV            | 1984-1987 |
| V             | 1987-1990 |
| VI            | 1990-1993 |
| VII           | 1993-1996 |
| VIII          | 1996-1999 |
| IX            | 1999-2002 |

| Legislatura | Periodo   |
| ----------- | --------- |
| X           | 2002-2005 |
| XI          | 2005-2008 |
| XII         | 2008-2011 |
| XIII        | 2011-2013 |
| XIV         | 2013-2016 |
| XV          | 2016-2019 |
| XVI         | 2019-2022 |
| XVII        | 2022-2024 |
| XVIII       | 2024-2027 |